# J-WAVE LIVE
J-WAVE LIVEはJ-WAVEが主催する音楽祭およびライブイベントの総称である。便宜上、そのライブの模様をオンエアする番組についても本項に記載する。

## 概要
J-WAVE LIVEは2000年にJ-WAVE LIVE 2000として初開催。2001年以降はJ-WAVE LIVE 2000+○○として継続開催。2015年から名称をJ-WAVE LIVE SUMMER JAMに変更。毎年国立代々木競技場第一体育館を舞台に2-3日間開催される（2017年は代々木競技場が改修工事に入るため横浜アリーナで開催）。イベントの模様はJ-WAVEでは『J-WAVE HOLIDAY SPECIAL』などの特番として放送されるほか、テレビではフジテレビNEXT、BSフジでもダイジェスト放送される。
2015年には、秋にJ-WAVE LIVE AUTUMN、冬にJ-WAVE LIVE WINTERをそれぞれ開催。夏以外にもライブイベントが行われた。

## 主な出演者

### 2000
- m-flo
- くるり
- GRAPEVINE
- COIL
- スガシカオ
- スケボーキング
- 平井堅
- the brilliant green
- BONNIE PINK

### 2000+1
- 奥田山崎（奥田民生&山崎まさよし）
- GRAPEVINE
- SUPERCAR
- TRICERATOPS
- bird
- 平井堅
- くるり
- CHEMISTRY
- スガシカオ
- SNAIL RAMP
- DOUBLE
- Tommy february6

### 2000+2
- GRAPEVINE
- CHEMISTRY
- Supercar
- DOUBLE
- 平井堅
- the brilliant green
- 山崎まさよし (共演：bird)
- UA
- KICK THE CAN CREW
- スガシカオ
- Skoop On Somebody
- 元ちとせ
- PUSHIM
- YUKI

### 2000+3
- m-flo
- Crystal Kay
- くるり
- CHEMISTRY
- スガシカオ
- Skoop On Somebody
- PE'Z
- BONNIE PINK
- ウルフルズ
- KICK THE CAN CREW
- 東京スカパラダイスオーケストラ
- 平井堅
- PUSHIM
- My Little Lover
- MINMI (MINMI & PUSHIM)

### 2000+4
- EXILE
- スネオヘアー
- 中島美嘉
- 平井堅
- BEGIN
- MINMI
- ウルフルズ (共演：奥田民生)
- スガシカオ
- スキマスイッチ
- 森山直太朗
- YUKI
- レミオロメン

### 2000+5
- EXILE
- Crystal Kay
- スキマスイッチ
- Def Tech
- ウルフルズ
- 木村カエラ
- GOING UNDER GROUND
- スピッツ
- 平井堅
- レミオロメン
- ORANGE RANGE
- CHEMISTRY
- スガシカオ
- スネオヘアー
- 森山直太朗
- YUKI

### 2000+6
- CHEMISTRY
- 倖田來未
- PUFFY
- 森山直太朗
- AI
- ウルフルズ
- 木村カエラ
- K
- スガシカオ
- 平井堅
- 絢香
- アンジェラ・アキ
- くるり
- 三人の侍 (Char, 奥田民生, 山崎まさよし)
- 元ちとせ
- BONNIE PINK
- 山崎まさよし

### 2000+7
- 絢香
- ウルフルズ
- 倖田來未
- 平井堅
- 森山直太朗
- レミオロメン
- 伊藤由奈
- EXILE
- 木村カエラ
- Crystal Kay
- CHEMISTRY
- スガシカオ
- 元ちとせ

### 2000+8
- 木村カエラ
- Crystal Kay
- KREVA
- 倖田來未
- コブクロ
- Superfly
- mihimaru GT
- 絢香
- 大塚愛
- 大橋卓弥 (共演：秦基博)
- 奥田民生 (共演：トータス松本)
- PUFFY
- レミオロメン
- 青山テルマ
- アンジェラ・アキ
- くるり
- スガシカオ
- 平井堅
- 森山直太朗

### 2000+9
- 倖田來未
- JUJU
- スキマスイッチ
- flumpool
- BoA
- ユニコーン
- RIP SLYME
- 絢香
- 大塚愛
- 木村カエラ
- トータス松本
- 吉井和哉
- レミオロメン
- Crystal Kay
- KREVA
- 清水翔太
- スガシカオ
- 秦基博
- 平井堅

### 2000+10
- AI
- 久保田利伸
- Crystal Kay
- JUJU
- スガシカオ
- DEEP
- 東京スカパラダイスオーケストラ
- Superfly
- 秦基博
- flumpool
- THE BOOM
- THE BAWDIES
- ユニコーン
- 大塚愛
- 加藤ミリヤ
- KREVA
- 清水翔太
- 西野カナ
- 平井堅
- PE'Z×土屋アンナ

### 2000+11
- 木村カエラ
- 三代目J Soul Brothers from EXILE TRIBE
- 高橋優
- 秦基博
- RIP SLYME
- 植村花菜
- スガシカオ
- ナオト・インティライミ
- 平井堅
- ユニコーン
- 吉井和哉
- Rake
- AI
- 加藤ミリヤ
- CHEMISTRY
- 清水翔太
- JUJU
- 2PM

### 2000+12
- アンジェラ・アキ
- JUJU
- 西野カナ
- 秦基博
- 平井堅
- 藤巻亮太
- 加藤ミリヤ
- 木村カエラ
- スガシカオ
- Superfly
- flumpool
- THE BAWDIES
- 三浦大知

### 2000+13
- androp
- サカナクション
- 秦基博
- 平井堅
- flumpool
- THE BAWDIES
- 絢香
- アンジェラ・アキ
- KREVA
- JUJU
- スガシカオ
- 山崎まさよし
- 家入レオ
- 加藤ミリヤ
- きゃりーぱみゅぱみゅ
- 三代目J Soul Brothers from EXILE TRIBE
- 三浦大知
- RIP SLYME

### 2000+14
- 高橋優
- 秦基博
- 平井堅
- 斉藤和義
- スガシカオ
- ゴスペラーズ
- 三浦大知
- スキマスイッチ
- ナオト・インティライミ
- 加藤ミリヤ
- 槇原敬之

### J-WAVE LIVE SUMMER JAM 2015
- I Don't Like Mondays.
- ザ・なつやすみバンド
- moumoon
- 戸渡陽太
- チャラン・ポ・ランタン
- Anly
- 矢野顕子
- レキシ
- 星野源
- ハナレグミ
- ナオト・インティライミ
- 秦基博
- 吉田山田
- GLIM SPANKY
- NAO YOSHIOKA
- ベリーグッドマン
- Rihwa
- 平井堅
- 大橋トリオ
- 大原櫻子
- Def Tech
- 加藤ミリヤ
- 今市隆二

#### AUTUMN
- K
- 清水翔太
- JUJU
- 槇原敬之
- 三浦大知

#### WINTER
- 藤井フミヤ
- スキマスイッチ
- クリスタル ケイ
- 川畑要
- 安藤裕子

### J-WAVE LIVE 20th ANNIVERSARY EDITION (2019年)
- EXILE TAKAHIRO
- スガシカオ
- フジファブリック
- AI
- JUJU
- Little Glee Monster
- 平井堅
- あいみょん
- SHISHAMO
- 秦基博

### 2021
- KREVA
- 東京スカパラダイスオーケストラ
- Nulbarich
- RYUJI IMAICHI（三代目J SOUL BROTHERS from EXILE TRIBE）
- 秦基博
- レキシ
- JUJU
- マカロニえんぴつ
- 緑黄色社会
- Vaundy

## #音楽を止めるな！
2020年7月24日に東京ガーデンシアター杮落としを兼ねて開催。

## 放送

### 夏のイベント
J-WAVEでの放送
2000年から2008年までは、昼間のワイド番組などでライブ音源がオンエアされていた。
2009年以降はワイド番組でのライブ音源のオンエアの他に特別番組を別途編成しライブの模様をオンエアしている
2009年8月21日 20:00 - 23:45。
2010年8月20日 20:00 - 23:45。
2011年8月26日 20:00 - 23:45。
2012年9月7日 20:00 - 。
2013年9月6日 20:00 - 翌日1:00。
2014年9月15日 20:00 - 21:50(第1部) 22:00 - 翌日0:00。
2015年8月21日 20:00 - 。
2011年のイベントは東日本大震災復興支援を名目に東北地方のコミュニティーFM局でも個別オンエアされた。

### 夏以外のイベント
J-WAVE LIVE AUTUMN
2015年11月24日 22:00 - 23:30。
J-WAVE LIVE WINTER
2015年12月24日 22:00 - 翌0:00。